# تسريعية فعالة
دعت الحركة الفلسفية التسريعية الفعالة، يُطلق عليها اختصارًا اسم «إي / إيه سي سي»، التي ظهرت في القرن الحادي والعشرين، إلى اتخاذ موقف صريح مؤيد للتكنولوجيا. ينظر أنصار هذه الحركة إلى التقدم التكنولوجي غير المقيد (بقيادة الذكاء الصناعي على وجه الخصوص) باعتباره الحل المنشود للمشاكل الإنسانية العالمية مثل الفقر، والحروب والتغير المناخي. يعتبر هؤلاء أنفسهم بمثابة ثقل مقابل لوجهات النظر الأكثر حذرًا حول الابتكار التكنولوجي، وغالبًا ما يطلقون على خصومهم بعض التسميات المهينة مثل «الهالكين» أو «التباطئيين» (نسبة إلى التباطؤ).
تحمل الحركة توجهات طوباوية وتجادل أن البشر بحاجة إلى التطور والبناء على نحو أسرع من أجل ضمان بقائهم ونشر الوعي في جميع أنحاء الكون. يعتبر مؤسسا الحركة غيوم فيردون وشريكه المعروف باسمه المستعار بايسلورد أنها وسيلة من أجل «توجيهنا نحو التطور التالي للوعي، ما ينتهي بخلق أشكال حياة لا يمكن للعقل تصورها في الأجيال اللاحقة».
على الرغم من وصف التسريعية الفعالة بأنها حركة هامشية، إلا أنها حققت ظهورًا سائدًا في عام 2023. لاقت الحركة تأييدًا صريحًا من قبل العديد من شخصيات سيليكون فالي البارزة، بما في ذلك المستثمرين مارك أندريسن وغاري تان، إذ عبروا عن تأييدهم هذه الحركة من خلال إضافة «إي / إيه سي سي» إلى ملفاتهم العامة على منصات التواصل الاجتماعي.

## علاقتها بالحركات الأخرى

### التسريعية التقليدية
تنظر التسريعية التقليدية، وفقًا لمطورها الفيلسوف البريطاني نيك لاند، إلى تسارع التغير التكنولوجي باعتباره الوسيلة لإحداث تحول جوهري في الثقافة الحالية، والمجتمع والاقتصاد السياسي. في كتاباته الأولى، اعتبر لاند تسارع الرأسمالية وسيلة من أجل التغلب على هذا النظام الاقتصادي نفسه. في المقابل، لا تسعى التسريعية الفعالة إلى التغلب على الرأسمالية بهدف خلق تغيير مجتمعي جذري بل تحاول رفع احتمالية التفرد التقني الرأسمالي إلى الحد الأقصى، ما من شأنه تحريض انفجار الذكاء في جميع أنحاء الكون ورفع استهلاك الطاقة إلى الحد الأقصى.

### الإيثار الفعال
تختلف التسريعية الفعالة في مبادئها عن الإيثار الفعال، الذي يعطي الأولوية لاستخدام الدليل والاستدلال بهدف تحديد أفضل النهج وأكثرها فعالية في تحسين العالم بطريقة إيثارية محبة للغير. يأتي هذا الاختلاف على وجه الخصوص من مدرسة فكرية واحدة داخل حركة الإيثار الفعال – طوليّة الأجل. من وجهة نظر مؤيدي طوليّة الأجل، من الضروري التعامل بحذر شديد مع الذكاء الاصطناعي العام من أجل ضمان بقاء هذا الذكاء متوافق مع الإنسان على المدى الطويل، إذ يخشى هؤلاء من قدرة الذكاء الاصطناعي العام المنحرف على التسبب في انقراض الإنسان في نهاية المطاف.
في المقابل، تؤكد التسريعية الفعالة على الإمكانات التحويلية للتكنولوجيا والرأسمالية. يرى مؤيدو الحركة أن الخطر الوجودي من الذكاء الاصطناعي العام عديم القيمة ومن الممكن إهماله، وأنه حتى في حال وجود خطر حقيقي، يمكن عندئذ للأسواق الحرة اللامركزية التخفيف من هذا الخطر بشكل أفضل مقارنة بالتنظيم الحكومي المركزي.

### تراجع النمو
تُعد التسريعية الفعالة أيضًا مناقضة تمامًا لحركة تراجع النمو، التي يمكن وصفها في بعض الأحيان باسم «التباطئية». تدعو حركة تراجع النمو إلى إنقاص الاستهلاك والنشاط الاقتصادي من أجل معالجة القضايا البيئية والاجتماعية المختلفة. على العكس من ذلك، تتبنى التسريعية الفعالة كلًا من التقدم التكنولوجي، واستهلاك الطاقة وديناميكيات الرأسمالية، عوضًا عن الدعوة إلى خفض النشاط الاقتصادي.